# Dawson-Lambton Glacier
Dawson-Lambton Glacier är en glaciär i Antarktis. Den ligger i Östantarktis. Argentina och Storbritannien gör anspråk på området. Dawson-Lambton Glacier ligger 967 meter över havet.
Terrängen runt Dawson-Lambton Glacier är huvudsakligen platt. Dawson-Lambton Glacier ligger nere i en dal. Trakten är obefolkad. Det finns inga samhällen i närheten.